# Bioconiosporium baccharidis
Bioconiosporium baccharidis är en svampart som beskrevs av Bat. & J.L. Bezerra 1964. Bioconiosporium baccharidis ingår i släktet Bioconiosporium, divisionen sporsäcksvampar och riket svampar.   Inga underarter finns listade i Catalogue of Life.